# Nils Petersen
Pour les articles homonymes, voir Petersen.
Nils Petersen est un footballeur international allemand, né le 6 décembre 1988 à Wernigerode en Allemagne (ex-Allemagne de l'Est). Il joue au poste d'attaquant au Blankenburger FV.

## Biographie

### Carrière en club

#### Jeunesse
Dans sa jeunesse, Petersen est formé au football au FC Einheit dans sa ville natale, Wernigerode, puis au VfB Germania à Halberstadt.  Plus tard, il fréquente le lycée sportif de Jena, y joue dans l'équipe de jeunes et quitte le pensionnat à l'été 2007 après avoir obtenu son diplôme d'études secondaires.
En février 2005, le FC Carl Zeiss Jena, alors en Oberliga Nordost, le signe sous contrat. En janvier 2007, il est promu en équipe première, qui a été promue en 2. Bundesliga, après avoir déjà joué avec la réserve en Oberliga. Le 4 février 2007 (20ème journée), il fait ses débuts professionnels lors d'une défaite 1-0 contre le 1. FC Cologne en remplacement de Mohammed El Berkani à la 89ème minute. La saison suivante, il  marque des buts décisifs en tant que remplaçant dans la première moitié de saison contre le Alemannia Aachen, Erzgebirge Aue et le 1. FC Kaiserslautern.

#### Energie Cottbus
Pendant le mercato d'hiver 2008/09, il rejoint l'équipe de Bundesliga Energie Cottbus, pour laquelle il  fait ses débuts en première division le 23 mai 2009 (34ème journée) lorsque l'entraîneur Bojan Prašnikar le remplace à la 84ème minute de jeu. Après avoir perdu des matchs de relégation contre le FC Nuremberg, le club est relégué en 2. Bundesliga. Au cours de la saison 2009/10, il est à peine utilisé dans la première moitié de la saison, seulement dans la seconde moitié de la saison, il devient un titulaire régulier et marque neuf buts en 14 matchs joués. Il  marque sept buts au cours des cinq premiers matchs de la saison 2010/11. À la fin de la saison, il devient le meilleur buteur de 2. Bundesliga avec 25 buts. En février 2011, l'attaquant, courtisé par de nombreux clubs de Bundesliga, prolonge son contrat jusqu'au 30 juin 2014.

#### FC Bayern Munich
Malgré son contrat actuel, Petersen est transféré au FC Bayern Munich pour la saison 2011/12. L'attaquant signe un contrat avec le Rekordmesiter jusqu'au 30 juin 2014 et reçoit le numéro 9. Il joue son premier match de Bundesliga pour l'équipe de Munich le 7 août 2011 (première journée de match) lors de la défaite 0-1 à domicile face au Borussia Mönchengladbach lorsqu'il est entre en jeu à la place de Jérôme Boateng à la 76ème minute.  Le 10 septembre 2011 (5ème journée), il inscrit son premier but en Bundesliga à la 90ème minute après avoir gagné 7-0 à domicile contre le SC Freiburg .

#### Werder Brême
Après que le FC Bayern Munich ai signé Claudio Pizarro et Mario Mandžukić pour la saison 2012/13, Petersen est prêté au Werder de Brême pour une saison le 29 juin 2012 pour lui permettre de s'entraîner. Parallèlement, son contrat avec le FC Bayern est prolongé jusqu'au 30 juin 2015. Au cours de la saison 2012/13, Petersen dispute les 35 matches officiels du Werder Brême et marque onze buts en Bundesliga.  Quelques jours avant la fin de la saison, il s'est finalement engagé continuellement, il signe un contrat allant jusqu'au 30 juin 2017.

#### SC Freiburg
Après que Petersen a été utilisé comme remplaçant pendant la première moitié de la saison 2014/15 sous la direction du nouvel entraîneur de Brême, Viktor Skripnik, il signe au SC Freiburg pour la deuxième moitié de la saison sur la base d'un prêt jusqu'à la fin de la saison.  Pour ses débuts le 31 janvier 2015 (18ème journée), il inscrit un triplé lors d'une victoire 4-1 à domicile face à l'Eintracht Francfort après avoir remplacé Julian Schuster en seconde période. C'est le premier triplé en Bundesliga d'un joueur de Fribourg après Uwe Wassmer, qui marque également trois buts contre le Bayern Munich le 27 novembre 1993. Dans la deuxième moitié de la saison, Petersen marque neuf buts en douze matches, le SC Freiburg est relégué en 2. Bundesliga. Néanmoins, il reste de façon permanente à Fribourg. Après ne pas avoir marqué de but en préparation de la saison 2015/16, Petersen marque un autre triplé en moins de cinq minutes lors du match d'ouverture de la saison, le 27 juillet, lors d'une victoire 6-3 à domicile contre le 1. FC Nuremberg  (dont deux penaltys). Le 1er août 2015 (deuxième journée), il remporte le match 1-0 à l'extérieur au TSV 1860 Munich. Une semaine plus tard, il marque les quatre premiers buts de la Coupe d'Allemagne contre Barmbek-Uhlenhorst, score final 5-0 (2-0) pour le SC Freiburg. Petersen marque 21 buts en deuxième division lors de la saison 2015/16, ce qui le place en deuxième position sur la liste des buteurs. 
Au cours de la saison 2017/18, Petersen marque 15 buts en 32 matches et devient le meilleur buteur de l'Allemagne, derrière Robert Lewandowski.

### Carrière en équipe nationale
Petersen joue quatre matches internationaux au sein de l'équipe d'Allemagne des moins de 19 ans. Il marque son premier but le 5 mars 2007, lors d'une rencontre amicale face à l'Ukraine. Il participe ensuite quelques semaines plus tard au championnat d'Europe des moins de 17 ans organisée en Belgique. Lors de cette compétition, il se met en évidence en inscrivant un but face à la Russie en phase de groupe. L'Allemagne s'incline en demi-finale face à la Grèce. 
Il fait ensuite trois apparitions avec les moins de 20 ans, et deux en faveur de l'équipe nationale espoirs. Il fait ses débuts avec les espoirs à Kiev, le 11 août 2009, s'inclinant 3-1 face à la Turquie, dans un match de la Coupe Lobanovskiy.
En juillet 2016, Horst Hrubesch sélectionne Petersen pour les Jeux olympiques à Rio de Janeiro. Sept ans après son dernier match avec les espoirs, il se voit attribuer l'une des trois places réservées aux joueurs de plus de 23 ans qui, contrairement à d'autres associations, vont généralement à des joueurs de la DFB qui ne sont pas régulièrement sélectionnés avec l'équipe senior. Lors de la large victoire 10-0 en phase de groupe contre les Fidji, il se met en évidence en marquant cinq fois, et en étant nommé joueur du match. En demi-finale contre le Nigeria, il marque le but du 2-0. En finale, il rate le penalty décisif lors des tirs au but, avant que Neymar ne fasse gagner le Brésil. Avec six buts, il devient meilleur buteur des jeux, et remporte la médaille d'argent avec l'Allemagne. 
Le 15 mai 2018, il est nommé par l'entraîneur national Joachim Löw, ancien joueur et meilleur buteur de l'histoire du SC Fribourg, dans l'équipe provisoire pour la Coupe du monde 2018 en Russie. Il est le seul joueur de l'équipe à ne pas avoir joué un seul match avec l'équipe senior. Il fait ses débuts avec l'équipe nationale à Klagenfurt le 2 juin 2018, lors d'une défaite 2-1 contre l'Autriche en match amical. Le 4 juin 2018, il est l'un des quatre joueurs de l'équipe provisoire à ne pas être retenu dans l'équipe finale. Le 9 septembre 2018, lors de sa deuxième sélection, il se met en évidence en délivrant une passe décisive, lors d'une rencontre amicale face au Pérou (victoire 2-1).

## Autres
Son père Andreas Petersen est entraîneur du VfB Germania Halberstadt en Régionalliga Nord Est.
Sa compagne est originaire de Fribourg, ce qui a pu jouer dans son choix de rejoindre ce club en 2015.
En 2017, Petersen signe le Livre d'or de son lieu de naissance, Wernigerode.

## Statistiques
Le tableau ci-dessous retrace la carrière de Nils Petersen depuis ses débuts :

### En club
| Saison                | Club                  | Championnat           | Championnat | Championnat | Coupe(s) nationale(s) | Coupe(s) nationale(s) | Compétition(s) continentale(s) | Compétition(s) continentale(s) | Compétition(s) continentale(s) | Coupe régionale | Coupe régionale | Playoff | Playoff | Total | Total |
| Saison                | Club                  | Division              | M.          | B.          | M.                    | B.                    | Comp.                          | M.                             | B.                             | M.              | B.              | M.      | B.      | M.    | B.    |
| 2006-2007             | Carl Zeiss Iéna       | 2.Bundesliga          | 3           | 0           | -                     | -                     | -                              | -                              | -                              | -               | -               | -       | -       | 3     | 0     |
| 2007-2008             | Carl Zeiss Iéna       | 2.Bundesliga          | 20          | 4           | 4                     | 1                     | -                              | -                              | -                              | -               | -               | -       | -       | 24    | 5     |
| 2008-2009             | Carl Zeiss Iéna       | 3.Liga                | 18          | 0           | 2                     | 1                     | -                              | -                              | -                              | 2               | 1               | -       | -       | 22    | 2     |
| Sous-total            | Sous-total            | Sous-total            | 41          | 4           | 6                     | 2                     | -                              | 0                              | 0                              | 2               | 1               | 0       | 0       | 49    | 7     |
| 2008-2009             | Energie Cottbus       | Bundesliga            | 1           | 0           | -                     | -                     | -                              | -                              | -                              | -               | -               | 1       | 0       | 2     | 0     |
| 2009-2010             | Energie Cottbus       | 2.Bundesliga          | 22          | 10          | 1                     | 0                     | -                              | -                              | -                              | -               | -               | -       | -       | 23    | 10    |
| 2010-2011             | Energie Cottbus       | 2.Bundesliga          | 33          | 25          | 5                     | 3                     | -                              | -                              | -                              | -               | -               | -       | -       | 38    | 28    |
| Sous-total            | Sous-total            | Sous-total            | 56          | 35          | 6                     | 3                     | -                              | 0                              | 0                              | 0               | 0               | 1       | 0       | 63    | 38    |
| 2011-2012             | Bayern Munich         | Bundesliga            | 9           | 2           | 2                     | 2                     | C1                             | 4                              | 0                              | -               | -               | -       | -       | 15    | 4     |
| Sous-total            | Sous-total            | Sous-total            | 9           | 2           | 2                     | 2                     | -                              | 4                              | 0                              | 0               | 0               | 0       | 0       | 15    | 4     |
| 2012-2013             | Werder Brême (prêt)   | Bundesliga            | 34          | 11          | 1                     | 0                     | -                              | -                              | -                              | -               | -               | -       | -       | 35    | 11    |
| 2013-2014             | Werder Brême          | Bundesliga            | 28          | 7           | 1                     | 0                     | -                              | -                              | -                              | -               | -               | -       | -       | 29    | 7     |
| 2014-2015             | Werder Brême          | Bundesliga            | 7           | 0           | 1                     | 0                     | -                              | -                              | -                              | -               | -               | -       | -       | 8     | 0     |
| Sous-total            | Sous-total            | Sous-total            | 69          | 18          | 3                     | 0                     | -                              | 0                              | 0                              | 0               | 0               | 0       | 0       | 72    | 18    |
| 2014-2015             | SC Fribourg (prêt)    | Bundesliga            | 12          | 9           | 2                     | 4                     | -                              | -                              | -                              | -               | -               | -       | -       | 14    | 13    |
| 2015-2016             | SC Fribourg           | 2.Bundesliga          | 32          | 21          | -                     | -                     | -                              | -                              | -                              | -               | -               | -       | -       | 32    | 21    |
| 2016-2017             | SC Fribourg           | Bundesliga            | 33          | 10          | 1                     | 1                     | -                              | -                              | -                              | -               | -               | -       | -       | 34    | 11    |
| 2017-2018             | SC Fribourg           | Bundesliga            | 32          | 15          | 3                     | 3                     | C3                             | 2                              | 1                              | -               | -               | -       | -       | 37    | 19    |
| 2018-2019             | SC Fribourg           | Bundesliga            | 24          | 10          | 2                     | 2                     | -                              | -                              | -                              | -               | -               | -       | -       | 26    | 12    |
| 2019-2020             | SC Fribourg           | Bundesliga            | 34          | 11          | 2                     | 0                     | -                              | -                              | -                              | -               | -               | -       | -       | 36    | 11    |
| 2020-2021             | SC Fribourg           | Bundesliga            | 32          | 8           | 2                     | 0                     | -                              | -                              | -                              | -               | -               | -       | -       | 34    | 8     |
| 2021-2022             | SC Fribourg           | Bundesliga            | 22          | 5           | 4                     | 2                     | -                              | -                              | -                              | -               | -               | -       | -       | 26    | 7     |
| 2022-2023             | SC Fribourg           | Bundesliga            | 27          | 1           | 4                     | 1                     | C3                             | 7                              | 1                              | -               | -               | -       | -       | 38    | 3     |
| Sous-total            | Sous-total            | Sous-total            | 248         | 90          | 20                    | 13                    | -                              | 9                              | 2                              | 0               | 0               | 0       | 0       | 277   | 105   |
| Total sur la carrière | Total sur la carrière | Total sur la carrière | 423         | 149         | 37                    | 20                    | -                              | 13                             | 2                              | 2               | 1               | 1       | 0       | 476   | 172   |

## Palmarès

### Distinctions personnelles
- Meilleur buteur de la 2. Bundesliga en 2010-2011 avec 25 buts
- Meilleur buteur lors des Jeux olympiques de 2016 avec 6 buts

### En club
- Champion d'Allemagne de D2 en 2016 avec le SC Fribourg.

#### En sélection
Allemagne olympique
- Médaille d'argent aux Jeux olympiques en 2016.